# Managementwetenschappen
Managementwetenschappen is de tak van wetenschap omtrent bestuur, leiding en leiderschap. Dit Nederlandse begrip heeft weinig overeenkomsten met het Engelse begrip management science, wat daar synoniem is met de wetenschap van het operationeel onderzoek; de toepassing van wiskundige technieken en modellen om processen binnen organisaties te verbeteren of te optimaliseren.

## Nederland
In Nederland wordt het begrip niet algemeen gebruikt, en ook niet in een eenduidige betekenis. In de theorie wordt wel gesproken over "organisatie- en managementwetenschappen", die dan tezamen het vakgebied van de bedrijfskunde vormen. Zo stelt Adrie van den Berge (2002) : "De organisatie- en managementwetenschappen zijn sinds hun oorsprong geleid door het verlangen om organisaties in te richten en te sturen op grond van wetenschappelijke bewijzen..." Managementwetenschappen wordt hier gezien als een deelgebied van bedrijfskunde.

### Specifiek gebruik aan universiteiten
Aan de Open Universiteit wordt het begrip managementwetenschappen gebruikt als synoniem voor bedrijfskunde. Hier stelt met dat "de studie actuele kennis en vaardigheden geeft op het gebied van marketing, organisatieverandering, financiering, accounting en bedrijfsprocessen..."
Aan de Radboud Universiteit wordt het gebruikt als synoniem voor maatschappijwetenschap. Hier beschouwt men de studie van managementwetenschappen als het behandelen van managementvraagstukken bij het bedrijfsleven en de overheid. Hiertoe rekent men aan de Radboud Universiteit:
- politicologie
- bedrijfskunde
- bestuurskunde
- economie en bedrijfseconomie
- sociale geografie, planologie en milieu.

Het gaat hierbij volgens Godfroij (2010) niet alleen "om de bedrijfskunde in enge zin, maar ook om het kennisgebied van bestuur en management in het publieke domein". Godfroij stelt verder dat "dit kennisgebied betrekking heeft op bedrijven, maar ook op maatschappelijke organisaties, overheidsorganisaties, netwerken en complexe beleidsprocessen waar veel actoren bij betrokken zijn. Met deze brede definitie van het veld worden ook de raakvlakken en verwantschap tussen het publieke en private domein geaccentueerd..."  Bedrijfskunde is dus hier een deel van de managementwetenschappen.